# Sonomyn Luvsan
Sonomyn Luvsan fue presidente de Mongolia, del periodo de 29 de junio de 1972 a su fecha de terminación en 11 de junio de 1974. Este presidente fue elegido mediante el partido Partido Revolucionario Popular.
Este fue el presidente número 10, aunque no fuera tomado como tal, al ser este presidente interino, en ocupar el cargo en el país de Mongolia.